# Team Köllensperger
Le Team Köllensperger (TK) est un parti politique italien, présent dans la province autonome de Bolzano, créé en 2018.
Le mouvement est fondé le 10 juillet 2018 par Paul Köllensperger, conseiller provincial élu en 2013 comme Mouvement 5 étoiles. Son mouvement devient le second lors des élections régionales de 2018, juste après la Südtiroler Volkspartei. Pour les élections européennes de 2019, il s’allie avec +Europa et devient membre associé du Parti de l'Alliance des libéraux et des démocrates pour l'Europe.